# Menophra maderae
Menophra maderae är en fjärilsart som beskrevs av Bethune-Baker 1891. Menophra maderae ingår i släktet Menophra och familjen mätare. Inga underarter finns listade i Catalogue of Life.